# Distortion World
Distortion World (やぶれたせかい, Torn World) er en verden, hvor der ikke er noget der hedder tyngdekraft. Distortion World eksistere som en parallel verden til den oprindelige Pokémon-verden.

## Spil-serien
I Pokémon Platinum opnås der adgang til Distortion World på toppen af Mt. Coronet. Efter at have kæmpet dig igennem Team Galactic bliver Cyrus opsuget af Giratina's portal til Distortion World.
Dig og Cynthia følger efter ham, og kommer ind i et mørkt og tomt område, hvor der kun er én Pokémon: Giratina. Du kæmper dig gennem, ved bl.a at sejle ned af et vandfald der flyder opad, og ved at gå sidelæns på væggene. Til sidst møder du, og skal kæmpe mod, Cyrus. Efter dette møder du Giratina.

## Anime-serien
I serien møder vi aldrig, hverken Giratina eller Distortion World. Dog møder man, i film nummer 11: Giratina & the Sky Warrior (Pokémon Giratina og Himmelkrigeren), både Shaymin (land- og himmel (sky) form) og Giratina.
Filmen omhandler bl.a. Distortion World som en farlig 3D verden, hvor alting vender på hovedet. Portalen til denne verden kan være overalt.
| Anime eller manga | Spire Denne artikel om en anime og/eller manga er en spire som bør udbygges. Du er velkommen til at hjælpe Wikipedia ved at udvide den. |